# 刁国新
刁国新（1958年12月—），江苏泰兴人，中国人民解放军中将。大学学历。

## 生平
1976年，刁国新入伍。1979年3月，加入中国共产党，曾参加对越自卫反击战扣林山作战、老山作战，先后荣立战功二等功1次、三等功1次。2000年任炮兵第4师政治委员，2003年11月任成都军区司令部直属工作部部长，2005年5月任第13集团军政治部主任，2007年7月任第14集团军政委，2011年2月任第13集团军政委，2012年12月任西藏军区政委，并于2013年8月兼任中共西藏自治区党委常委。2016年8月，任新成立的中国人民解放军陆军副政治委员。
2006年晋升中国人民解放军少将，2014年7月晋升中国人民解放军中将。